# Catalina Rodriguez
Catalina Rodriguez é uma atriz e modelo colombiana que cresceu em Miami, nos Estados Unidos da América. Ela começou sua carreira como atriz aos 5 anos, e se tornou mais conhecida em 2006 ao interpretar a vilã Sasha Hansu na telenovela Watch Over Me da rede MyNetworkTV. Em 2006, a atriz fez sua estréia no cinema em 2006 no filme independente Spin.
Como modelo, Rodriguez estreou logo após terminar seu curso na Universidade de Miami. Pouco depois, Catalina chegou às semifinais do concurso Miss Mundo Colômbia e alcançou o segundo lugar no Model Search da revista Teen.